# Sinagoga de Nazaret
La Sinagoga de Nazaret (en francés: Synagogue de Nazareth) está situada en la Rue Notre-Dame-de-Nazareth, en el distrito 3 de París, y es la más antigua de los "grandes" sinagogas de París, Francia. Normalmente se conoce como Sinagoga de Nazaret, en lugar de la Sinagoga de la calle Nazaret, su nombre oficial.
En 1810, los judíos Asquenazíes de París, tenía dos sinagogas, expulsados de la sinagoga en Saint-Avoye por el propietario en 1818, la comunidad compró un terreno en 1819.
Después de haber recibido el permiso del rey, Luis XVIII a través de la ordenanza del 29 de junio de 1819, la Asamblea de los judíos de París, inició la construcción bajo la dirección del arquitecto Sandrié de Jouy, y se terminó en 1822.